# NGC 1149
NGC 1149 is een elliptisch sterrenstelsel in het sterrenbeeld Walvis. Het hemelobject werd op 2 december 1880 ontdekt door de Franse astronoom Édouard Jean-Marie Stephan.

## Synoniemen
- PGC 11170
- MCG 0-8-58
- ZWG 389.54
- NPM1G -00.0116